# Soera De Buit
Soera De Buit is een soera van de Koran.
De soera is vernoemd naar de buit die in de eerste aya wordt genoemd. Het gaat om de vraag wat er moet gebeuren met de behaalde buit na de Slag bij Badr. Deze soera handelt voornamelijk om de strijd tegen de ongelovigen in de tijd tussen de Slag bij Badr en de Slag bij Uhud.

## Bijzonderheden
Aya's 30 t/m 36 zouden zijn geopenbaard in Mekka. Wellicht vormt de soera samen met Soera Het Berouw één geheel.
De Arabische naam van de soera الأنفال is meervoud, maar een Nederlands meervoud van buit bestaat niet.
Aya's 39 en 60 zijn twee van de vijf aya's die door de Nederlandse politicus Geert Wilders in zijn film Fitna werden opgevoerd als bewijs voor het gewelddadige en intolerante karakter van de Koran. Islamoloog Fred Leemhuis heeft in een programma van VARA 'gehakt' gemaakt van de verzen die Geert Wilders heeft gebruikt, gezien deze verzen uit hun context zijn gehaald, woorden verkeerd vertaald waren en zelfs woorden weggelaten waren in zijn film Fitna. 

Arabist Hans Jansen pakte 8:55 als het bewijs voor de gevaarlijke kant van de Islam:

Waarlijk, de ergste van de levende wezens in de ogen van Allah zijn degenen die ongelovig zijn, omdat zij niet geloven. 
Echter, als we de context lezen (vanaf vers 52) zien wij dat dit vers over een specifieke groep ongelovigen gaat. Namelijk de ongelovigen, zoals het volk van Fir'aun (farao) die onheil veroorzaakten en moorden pleegden en toch wonderen en tekenen kregen van God. Dit verworpen zij en zij worden gezien als behorend tot de slechtste schepselen van de mensheid. 

Daarnaast laten de volgende verzen zeer duidelijk zien over welke ongelovigen het gaat, namelijk de ongelovigen die het vredesverbond schonden. 
Zij zijn degenen met wie jij (O Mohammed) een verbond afgesloten hebt, maar zij verbraken het verbond steeds weer en zij vreesden Allah niet.
Het gaat duidelijk om ongelovigen die de moslims aanvielen en vermoordden, met name de afgodendienaren van Mekka. In vers 61 wordt opgeroepen tot vrede te neigen indien deze afgodendienaren ook tot vrede neigen.